# Triaenodes helo
Triaenodes helo là một loài Trichoptera trong họ Leptoceridae. Chúng phân bố ở miền Tân bắc.